# Junko Ishida
Junko Ishida (jap. 石田 順子, Ishida Junko) ist eine ehemalige japanische Fußballspielerin.

## Karriere
Ishida wurde 1981 in den Kader der japanischen Nationalmannschaft berufen und kam bei der Fußball-Asienmeisterschaft der Frauen 1981 zum Einsatz. Insgesamt hat sie drei Länderspiele für Japan bestritten.